# Ligue B des éliminatoires du Championnat d'Europe féminin de football 2025
La Ligue B des éliminatoires du Championnat d'Europe féminin de football 2025 est la deuxième division de la phase qualificative du Championnat d'Europe 2025. La Ligue B est composée de 16 équipes nationales avec pour pays organisateur de l'Euro 2025, la Suisse.

## Format
La Ligue B se compose des associations classées de la dix-septième à la trente-deuxième place sur la base du classement général de la Ligue des nations 2023-2024, et se divise en quatre groupes de quatre équipes.

### Championnat d'Europe 2025
Les trois premières équipes de chaque groupe ou les onze meilleures équipes de la ligue et le meilleur quatrième de groupe (si la Suisse termine dans les trois premiers de groupe) se qualifient pour les barrages de ces éliminatoires,.

### Ligue des nations 2025
Les équipes classées premières de chaque groupe sont promues en Ligue A, les équipes classées deuxièmes de chaque groupe ainsi que les trois meilleurs troisièmes de groupe se maintiennent en Ligue B, tandis que les équipes classées quatrièmes de chaque groupe ainsi que le moins bon troisième de groupe sont reléguées en Ligue C,.

### Tirage au sort
Les équipes sont attribuées à la Ligue B en fonction du classement général de la Ligue des nations 2023-2024, le 28 février 2024. Elles sont réparties en quatre chapeaux de quatre équipes, placées selon la liste d'accès.
Le tirage au sort de la phase de ligue a lieu le 5 mars 2024 à Nyon.
Les équipes sont placées dans les chapeaux servant au tirage en suivant le classement général de la Ligue des nations 2023-2024.
Les restrictions appliquées concernant les équipes ne pouvant être tirées au sort dans le même groupe :
- Raisons politiques :
  - Kosovo - Bosnie-Herzégovine
  - Kosovo - Serbie

| Équipe         | Classement |
| -------------- | ---------- |
| Portugal       | 13         |
| Suisse         | 14         |
| Écosse         | 15         |
| Pays de Galles | 16         |

| Équipe             | Classement |
| ------------------ | ---------- |
| Bosnie-Herzégovine | 21         |
| Serbie             | 22         |
| Croatie            | 23         |
| Hongrie            | 24         |

| Équipe          | Classement |
| --------------- | ---------- |
| Slovaquie       | 25         |
| Irlande du Nord | 26         |
| Ukraine         | 27         |
| Turquie         | 33         |

| Équipe      | Classement |
| ----------- | ---------- |
| Malte       | 34         |
| Israël      | 35         |
| Kosovo      | 36         |
| Azerbaïdjan | 37         |

## Groupes
Légende des classements
- Qualification pour les barrages
- Qualification possible pour les barrages

### Groupe 1
| Rang | Équipe        | Pts | J | G | N | P | Bp | Bc | Diff |  | Résultats (▼ dom., ► ext.) |     |     |     |     |
| ---- | ------------- | --- | - | - | - | - | -- | -- | ---- |  | -------------------------- | --- | --- | --- | --- |
| 1    | Suisse R      | 15  | 6 | 5 | 0 | 1 | 14 | 3  | +11  |  | Suisse R                   |     | 3-1 | 2-1 | 3-0 |
| 2    | Turquie P     | 9   | 6 | 3 | 0 | 3 | 8  | 8  | 0    |  | Turquie P                  | 0-2 |     | 2-1 | 1-0 |
| 3    | Hongrie       | 7   | 6 | 2 | 1 | 3 | 10 | 9  | +1   |  | Hongrie                    | 1-0 | 1-4 |     | 1-1 |
| 4    | Azerbaïdjan P | 4   | 6 | 1 | 1 | 4 | 2  | 14 | -12  |  | Azerbaïdjan P              | 0-4 | 1-0 | 0-5 |     |

| 1re journée        | Hongrie     | 1 - 1   | Azerbaïdjan                                                 | Szent Gellért Fórum, Szeged                  |                                              |
| 5 avril 2024 17h45 | Csiszár 44e | (1 - 0) | 74e (pen.) Jafarzade                                        | Spectateurs : 1 713 Arbitrage : Kirsty Dowle | Spectateurs : 1 713 Arbitrage : Kirsty Dowle |
| 5 avril 2024 17h45 |             | Rapport | 16e Mollayeva · 45+1e Ahmadova · 55e Bozdag · 70e Mahsimova | Spectateurs : 1 713 Arbitrage : Kirsty Dowle | Spectateurs : 1 713 Arbitrage : Kirsty Dowle |

| 5 avril 2024 | Suisse                                                                          | 3 - 1   | Turquie                     | Letzigrund, Zürich                          |                                             |
| 19h00        | ( Bachmann) Calligaris 30e · ( Vallotto) Bühler 52e · ( Stierli) Calligaris 78e | (1 - 0) | 80e Türkoğlu (Abrahamsson ) | Spectateurs : 5 490 Arbitrage : Sandra Braz | Spectateurs : 5 490 Arbitrage : Sandra Braz |
| 19h00        | Rapport                                                                         |         |                             | Spectateurs : 5 490 Arbitrage : Sandra Braz | Spectateurs : 5 490 Arbitrage : Sandra Braz |

| 2e journée                 | Azerbaïdjan                    | 0 - 4   | Suisse                                                                                          | Dalga Arena, Bakou                       |                                          |
| 9 avril 2024 14h00 (16h00) |                                | (0 - 2) | 11e (pen.) Vallotto · 20e Bühler (Vallotto ) · 51e Pilgrim (Vallotto ) · 54e Riesen (Vallotto ) | Spectateurs : 213 Arbitrage : Alina Peşu | Spectateurs : 213 Arbitrage : Alina Peşu |
| 9 avril 2024 14h00 (16h00) | Bakarandze 56e · Jafarzade 67e | Rapport | 60e Reuteler                                                                                    | Spectateurs : 213 Arbitrage : Alina Peşu | Spectateurs : 213 Arbitrage : Alina Peşu |

| 9 avril 2024  | Turquie                               | 2 - 1   | Hongrie               | Pendik Stadyumu, Istanbul                            |                                                      |
| 19h00 (20h00) | Türkoğlu 80e · ( Topçu) Cin 87e       | (0 - 1) | 45+1e Csányi (Kaján ) | Spectateurs : 566 Arbitrage : Katarzyna Lisiecka-Sęk | Spectateurs : 566 Arbitrage : Katarzyna Lisiecka-Sęk |
| 19h00 (20h00) | Çal 41e · Civelek 43e · Karabulut 84e | Rapport | 84e Turányi           | Spectateurs : 566 Arbitrage : Katarzyna Lisiecka-Sęk | Spectateurs : 566 Arbitrage : Katarzyna Lisiecka-Sęk |

| 3e journée                | Turquie          | 1 - 0   | Azerbaïdjan | Stade du 13 février d'Erzincan, Erzincan          |                                                   |
| 31 mai 2024 19h00 (20h00) | Topçu 43e (pen.) | (1 - 0) |             | Spectateurs : 10 845 Arbitrage : Alexandra Collin | Spectateurs : 10 845 Arbitrage : Alexandra Collin |
| 31 mai 2024 19h00 (20h00) |                  | Rapport | 70e Aliyeva | Spectateurs : 10 845 Arbitrage : Alexandra Collin | Spectateurs : 10 845 Arbitrage : Alexandra Collin |

| 31 mai 2024 | Suisse                                        | 2 - 1   | Hongrie                  | Tissot Arena, Bienne                           |                                                |
| 20h00       | ( Vallotto) Lehmann 27e · Bachmann 61e (pen.) | (1 - 0) | 56e Zeller (Csiszár )    | Spectateurs : 2 905 Arbitrage : Emanuela Rusta | Spectateurs : 2 905 Arbitrage : Emanuela Rusta |
| 20h00       |                                               | Rapport | 60e Zeller · 68e Csiszár | Spectateurs : 2 905 Arbitrage : Emanuela Rusta | Spectateurs : 2 905 Arbitrage : Emanuela Rusta |

| 4e journée                | Azerbaïdjan                                  | 1 - 0   | Turquie                 | Dalga Arena, Bakou                               |                                                  |
| 4 juin 2024 17h00 (19h00) | ( Acar) Mirzaliyeva 89e                      | (0 - 0) |                         | Spectateurs : 200 Arbitrage : Nanna Løf Andersen | Spectateurs : 200 Arbitrage : Nanna Løf Andersen |
| 4 juin 2024 17h00 (19h00) | Mollayeva 56e · Bozdag 70e · Mammadova 90+1e | Rapport | 80e Karabulut · 87e Cin | Spectateurs : 200 Arbitrage : Nanna Løf Andersen | Spectateurs : 200 Arbitrage : Nanna Løf Andersen |

| 4 juin 2024 | Hongrie   | 1 - 0   | Suisse                        | Stade Nándor-Hidegkuti, Budapest               |                                                |
| 17h30       | Pápai 73e | (0 - 0) |                               | Spectateurs : 1 413 Arbitrage : Eleni Antoniou | Spectateurs : 1 413 Arbitrage : Eleni Antoniou |
| 17h30       | Csiki 53e | Rapport | 17e Reuteler · 53e Calligaris | Spectateurs : 1 413 Arbitrage : Eleni Antoniou | Spectateurs : 1 413 Arbitrage : Eleni Antoniou |

| 5e journée                    | Azerbaïdjan                                | 0 - 5   | Hongrie                                                                                         | Dalga Arena, Bakou                            |                                               |
| 12 juillet 2024 18h00 (20h00) |                                            | (0 - 2) | 21e Csiki (Fenyvesi ) · 32e Kaján (Pápai ) · 32e Pápai (Pusztai ) · 90+1e Siklér · 90+4e Siklér | Spectateurs : 205 Arbitrage : Jelena Pejković | Spectateurs : 205 Arbitrage : Jelena Pejković |
| 12 juillet 2024 18h00 (20h00) | Teymurova 40e · Mahsimova 69e · Parlak 78e | Rapport | 49e D. Németh · 51e Csiszár · 66e Kovács · 86e F. Nagy                                          | Spectateurs : 205 Arbitrage : Jelena Pejković | Spectateurs : 205 Arbitrage : Jelena Pejković |

| 12 juillet 2024 | Turquie       | 0 - 2   | Suisse                                                       | Stade de Kocaeli, Izmit                         |                                                 |
| 19h30 (20h30)   |               | (0 - 0) | 58e Schertenleib (Crnogorčević ) · 65e Crnogorčević (Luyet ) | Spectateurs : 6 358 Arbitrage : Lina Lehtovaara | Spectateurs : 6 358 Arbitrage : Lina Lehtovaara |
| 19h30 (20h30)   | Civelek 45+3e | Rapport | 32e Vallotto · 45+3e Bachmann                                | Spectateurs : 6 358 Arbitrage : Lina Lehtovaara | Spectateurs : 6 358 Arbitrage : Lina Lehtovaara |

| 6e journée            | Suisse                                                                             | 3 - 0   | Azerbaïdjan                  | Stade olympique de la Pontaise, Lausanne |                             |
| 16 juillet 2024 19h00 | ( Bachmann) Terchoun 25e · ( Vallotto) Calligaris 77e · ( Maritz) Crnogorčević 88e | (1 - 0) |                              | Arbitrage : Miriama Bočková              | Arbitrage : Miriama Bočková |
| 16 juillet 2024 19h00 |                                                                                    | Rapport | 15e Ahmadova · 76e Mollayeva | Arbitrage : Miriama Bočková              | Arbitrage : Miriama Bočková |

| 16 juillet 2024 | Hongrie            | 1 - 4   | Turquie                                                                                       | Stade Gyirmóti, Győr            |                                 |
| 19h00           | ( Kaján) Csiki 66e | (0 - 1) | 14e Şeker (Karagenç ) · 55e Keskin (Şeker ) · 61e Sadıkoğlu (Topçu ) · 79e Hançar (Karagenç ) | Arbitrage : Franziska Wildfeuer | Arbitrage : Franziska Wildfeuer |
| 19h00           | Öreg 79e           | Rapport | 63e Şeker                                                                                     | Arbitrage : Franziska Wildfeuer | Arbitrage : Franziska Wildfeuer |

### Groupe 2
| Rang | Équipe    | Pts | J | G | N | P | Bp | Bc | Diff |  | Résultats (▼ dom., ► ext.) |     |     |     |     |
| ---- | --------- | --- | - | - | - | - | -- | -- | ---- |  | -------------------------- | --- | --- | --- | --- |
| 1    | Écosse R  | 16  | 6 | 5 | 1 | 0 | 13 | 1  | +12  |  | Écosse R                   |     | 1-0 | 1-0 | 4-1 |
| 2    | Serbie    | 13  | 6 | 4 | 1 | 1 | 11 | 4  | +7   |  | Serbie                     | 0-0 |     | 2-1 | 1-0 |
| 3    | Slovaquie | 4   | 6 | 1 | 1 | 4 | 5  | 11 | -6   |  | Slovaquie                  | 0-2 | 0-4 |     | 2-0 |
| 4    | Israël P  | 1   | 6 | 0 | 1 | 5 | 5  | 18 | -13  |  | Israël P                   | 0-5 | 2-4 | 2-2 |     |

| 1re journée        | Slovaquie                    | 2 - 0   | Israël                 | NTC Senec, Senec                              |                                               |
| 5 avril 2024 15h00 | Hmírová 35e · Mikolajová 39e | (2 - 0) |                        | Spectateurs : 273 Arbitrage : Silvia Domingos | Spectateurs : 273 Arbitrage : Silvia Domingos |
| 5 avril 2024 15h00 |                              | Rapport | 58e Beck · 83e Almasri | Spectateurs : 273 Arbitrage : Silvia Domingos | Spectateurs : 273 Arbitrage : Silvia Domingos |

| 5 avril 2024 | Serbie | 0 - 0   | Écosse       | Stade Dubočica, Leskovac                     |                                              |
| 18h00        |        |         |              | Spectateurs : 2 500 Arbitrage : Riem Hussein | Spectateurs : 2 500 Arbitrage : Riem Hussein |
| 18h00        |        | Rapport | 45+5e Emslie | Spectateurs : 2 500 Arbitrage : Riem Hussein | Spectateurs : 2 500 Arbitrage : Riem Hussein |

| 2e journée         | Israël                          | 2 - 4   | Serbie                                                                               | Stade Gyirmóti, Győr                    |                                         |
| 9 avril 2024 16h00 | ( Sommer) Kats 31e · Avital 78e | (1 - 2) | 5e Damnjanović (Poljak ) · 37e Filipović · 5e Damnjanović (Filipović ) · 90+2e Ćirić | Spectateurs : 0 Arbitrage : Réka Molnar | Spectateurs : 0 Arbitrage : Réka Molnar |
| 9 avril 2024 16h00 | Almasri 11e · Kats 23e          | Rapport | 54e Slović · 90e Krstić                                                              | Spectateurs : 0 Arbitrage : Réka Molnar | Spectateurs : 0 Arbitrage : Réka Molnar |

| 9 avril 2024  | Écosse                 | 1 - 0   | Slovaquie | Hampden Park, Glasgow                           |                                                 |
| 20h35 (19h35) | ( Cuthbert) Howard 62e | (0 - 0) |           | Spectateurs : 3 127 Arbitrage : Jelena Pejković | Spectateurs : 3 127 Arbitrage : Jelena Pejković |
| 20h35 (19h35) | Corsie 40e             | Rapport |           | Spectateurs : 3 127 Arbitrage : Jelena Pejković | Spectateurs : 3 127 Arbitrage : Jelena Pejković |

| 3e journée        | Serbie                                        | 2 - 1   | Slovaquie               | Stadion na Banovom Brdu, Belgrade                 |                                                   |
| 31 mai 2024 18h00 | Slović 22e · ( Poljak) Ivanović 53e           | (1 - 1) | 9e Šurnovská (Hmírová ) | Spectateurs : 250 Arbitrage : Elvira Nurmustafina | Spectateurs : 250 Arbitrage : Elvira Nurmustafina |
| 31 mai 2024 18h00 | Slović 30e · Damnjanović 67e · Stefanović 78e | Rapport |                         | Spectateurs : 250 Arbitrage : Elvira Nurmustafina | Spectateurs : 250 Arbitrage : Elvira Nurmustafina |

| 31 mai 2024   | Écosse                                                                                 | 4 - 1   | Israël     | Hampden Park, Glasgow                        |                                              |
| 20h05 (19h05) | ( Thomas) Emslie 17e · ( Thomas) Hanson 30e · ( Hanson) Emslie 36e · Thomas 63e (pen.) | (3 - 0) | 84e Sommer | Spectateurs : 33 Arbitrage : Deborah Bianchi | Spectateurs : 33 Arbitrage : Deborah Bianchi |
| 20h05 (19h05) | Howard 40e                                                                             | Rapport |            | Spectateurs : 33 Arbitrage : Deborah Bianchi | Spectateurs : 33 Arbitrage : Deborah Bianchi |

| 4e journée        | Israël  | 0 - 5   | Écosse                                                                                     | Budaörsi Városi Stadium, Budaörs         |                                          |
| 4 juin 2024 16h00 |         | (0 - 2) | 14e Thomas · 37e Hanson (Evans ) · 74e Thomas (Evans ) · 77e Thomas (Cornet ) · 86e Cornet | Spectateurs : 0 Arbitrage : Jelena Kumer | Spectateurs : 0 Arbitrage : Jelena Kumer |
| 4 juin 2024 16h00 | Rapport |         |                                                                                            | Spectateurs : 0 Arbitrage : Jelena Kumer | Spectateurs : 0 Arbitrage : Jelena Kumer |

| 4 juin 2024 | Slovaquie                     | 0 - 4   | Serbie                                                                      | Stade Antona-Malatinského, Trnava              |                                                |
| 18h00       |                               | (0 - 1) | 35e Damnjanović · 55e Vlajnic (Damnjanović ) · 87e Ivanović · 90+4e Matejić | Spectateurs : 406 Arbitrage : Monika Mularczyk | Spectateurs : 406 Arbitrage : Monika Mularczyk |
| 18h00       | Maťavková 49e · Vojteková 61e | Rapport | 62e Blagojević · 86e Poljak                                                 | Spectateurs : 406 Arbitrage : Monika Mularczyk | Spectateurs : 406 Arbitrage : Monika Mularczyk |

| 5e journée            | Slovaquie      | 0 - 2   | Écosse                            | Štadión pod Zoborom, Nitra                 |                                            |
| 12 juillet 2024 19h00 |                | (0 - 0) | 46e Emslie (Hanson ) · 70e Emslie | Spectateurs : 675 Arbitrage : Merima Čelik | Spectateurs : 675 Arbitrage : Merima Čelik |
| 12 juillet 2024 19h00 | Kaláberová 63e | Rapport | 52e Docherty · 55e Thomas         | Spectateurs : 675 Arbitrage : Merima Čelik | Spectateurs : 675 Arbitrage : Merima Čelik |

| 12 juillet 2024 | Serbie                   | 1 - 0   | Israël                            | Sportski centar FSS, Stara Pazova            |                                              |
| 20h00           | ( Čanković) Filipović 7e | (1 - 0) |                                   | Spectateurs : 0 Arbitrage : Alexandra Collin | Spectateurs : 0 Arbitrage : Alexandra Collin |
| 20h00           | Slović 90+1e             | Rapport | 58e Kats · 65e Elinav · 77e Nakav | Spectateurs : 0 Arbitrage : Alexandra Collin | Spectateurs : 0 Arbitrage : Alexandra Collin |

| 6e journée                    | Écosse              | 1 - 0   | Serbie | Firhill Stadium, Glasgow      |                               |
| 16 juillet 2024 19h00 (18h00) | ( Evans) Hanson 39e | (1 - 0) |        | Arbitrage : Hristiyana Guteva | Arbitrage : Hristiyana Guteva |
| 16 juillet 2024 19h00 (18h00) | Napier 88e          | Rapport |        | Arbitrage : Hristiyana Guteva | Arbitrage : Hristiyana Guteva |

| 16 juillet 2024 | Israël                         | 2 - 2   | Slovaquie                   | Budaörsi Városi Stadium, Budaörs |                          |
| 19h00           | Selimhodzic 37e · Elinav 45+3e | (2 - 1) | 14e Košíková · 89e Bogorová | Arbitrage : Gamze Durmuş         | Arbitrage : Gamze Durmuş |
| 19h00           | Alkisi 65e · Awad 81e          | Rapport | 57e A. Horváthová           | Arbitrage : Gamze Durmuş         | Arbitrage : Gamze Durmuş |

### Groupe 3
| Rang | Équipe             | Pts | J | G | N | P | Bp | Bc | Diff |  | Résultats (▼ dom., ► ext.) |     |     |     |     |
| ---- | ------------------ | --- | - | - | - | - | -- | -- | ---- |  | -------------------------- | --- | --- | --- | --- |
| 1    | Portugal R         | 16  | 6 | 5 | 1 | 0 | 14 | 2  | +12  |  | Portugal R                 |     | 4-0 | 3-0 | 3-1 |
| 2    | Irlande du Nord    | 10  | 6 | 3 | 1 | 2 | 8  | 7  | +1   |  | Irlande du Nord            | 1-2 |     | 2-0 | 0-0 |
| 3    | Bosnie-Herzégovine | 7   | 6 | 2 | 1 | 3 | 4  | 9  | -5   |  | Bosnie-Herzégovine         | 0-0 | 1-3 |     | 2-1 |
| 4    | Malte P            | 1   | 6 | 0 | 1 | 5 | 2  | 10 | -8   |  | Malte P                    | 0-2 | 0-2 | 0-1 |     |

| 1re journée                | Irlande du Nord | 0 - 0   | Malte | Windsor Park, Belfast                         |                                               |
| 5 avril 2024 20h00 (19h00) |                 |         |       | Spectateurs : 1 602 Arbitrage : Maria Marotta | Spectateurs : 1 602 Arbitrage : Maria Marotta |
| 5 avril 2024 20h00 (19h00) | Bell 74e        | Rapport |       | Spectateurs : 1 602 Arbitrage : Maria Marotta | Spectateurs : 1 602 Arbitrage : Maria Marotta |

| 5 avril 2024  | Portugal                                                                            | 3 - 0   | Bosnie-Herzégovine                            | Estádio Dr. Magalhães Pessoa, Leiria           |                                                |
| 21h45 (20h45) | ( Alves) C. Costa 28e · ( J. Silva) Slišković 45+4e (csc) · ( Borges) Di. Silva 62e | (2 - 0) |                                               | Spectateurs : 6 097 Arbitrage : Eleni Antoniou | Spectateurs : 6 097 Arbitrage : Eleni Antoniou |
| 21h45 (20h45) |                                                                                     | Rapport | 20e Gačanica · 41e Kršo · 58e M. Hasanbegović | Spectateurs : 6 097 Arbitrage : Eleni Antoniou | Spectateurs : 6 097 Arbitrage : Eleni Antoniou |

| 2e journée         | Bosnie-Herzégovine          | 1 - 3   | Irlande du Nord                                      | FFBH Football Training Centre, Zenica             |                                                   |
| 9 avril 2024 15h30 | ( Gačanica) Milinković 56e  | (0 - 0) | 54e Wade (Halliday ) · 60e Bell · 68e Magill (Howe ) | Spectateurs : 480 Arbitrage : Désirée Grundbacher | Spectateurs : 480 Arbitrage : Désirée Grundbacher |
| 9 avril 2024 15h30 | Aleksić 43e · Šabanagić 81e | Rapport | 48e Caldwell                                         | Spectateurs : 480 Arbitrage : Désirée Grundbacher | Spectateurs : 480 Arbitrage : Désirée Grundbacher |

| 9 avril 2024 | Malte         | 0 - 2   | Portugal                                     | Stade du Centenaire, Ta'Qali                  |                                               |
| 18h30        |               | (0 - 0) | 48e (pen.) C. Costa · 78e Capeta (J. Silva ) | Spectateurs : 1 026 Arbitrage : Katalin Sipos | Spectateurs : 1 026 Arbitrage : Katalin Sipos |
| 18h30        | Cuschieri 37e | Rapport |                                              | Spectateurs : 1 026 Arbitrage : Katalin Sipos | Spectateurs : 1 026 Arbitrage : Katalin Sipos |

| 3e journée        | Malte                   | 0 - 1   | Bosnie-Herzégovine  | Stade du Centenaire, Ta'Qali                |                                             |
| 31 mai 2024 19h30 |                         | (0 - 0) | 89e Nikolić (Kršo ) | Spectateurs : 661 Arbitrage : Emily Heaslip | Spectateurs : 661 Arbitrage : Emily Heaslip |
| 31 mai 2024 19h30 | Lipman 53e · Willis 81e | Rapport | 18e Aleksić         | Spectateurs : 661 Arbitrage : Emily Heaslip | Spectateurs : 661 Arbitrage : Emily Heaslip |

| 31 mai 2024   | Portugal                                                                                  | 4 - 0   | Irlande du Nord            | Estádio Dr. Magalhães Pessoa, Leiria           |                                                |
| 21h45 (20h45) | C. Costa 25e (pen.) · ( Jacinto) Alves 49e · ( C. Costa) Amado 83e · ( Amado) Alves 90+6e | (1 - 0) |                            | Spectateurs : 10 017 Arbitrage : Tess Olofsson | Spectateurs : 10 017 Arbitrage : Tess Olofsson |
| 21h45 (20h45) |                                                                                           | Rapport | 22e Holloway · 24e McKenna | Spectateurs : 10 017 Arbitrage : Tess Olofsson | Spectateurs : 10 017 Arbitrage : Tess Olofsson |

| 4e journée        | Bosnie-Herzégovine                                    | 2 - 1   | Malte                   | FFBH Football Training Centre, Zenica        |                                              |
| 4 juin 2024 16h00 | ( Kršo) Nikolić 64e · ( Čule) Nikolić 90+4e           | (0 - 1) | 10e M. Farrugia (Borg ) | Spectateurs : 120 Arbitrage : Sofik Torosyan | Spectateurs : 120 Arbitrage : Sofik Torosyan |
| 4 juin 2024 16h00 | Hadžić 9e · Ekić 31e · Slišković 44e · Milinković 74e | Rapport |                         | Spectateurs : 120 Arbitrage : Sofik Torosyan | Spectateurs : 120 Arbitrage : Sofik Torosyan |

| 4 juin 2024   | Irlande du Nord   | 1 - 2   | Portugal                           | Mourneview Park, Lurgan                             |                                                     |
| 20h00 (19h00) | ( Magill) Wade 5e | (1 - 2) | 18e Nazareth (Alves ) · 30e Norton | Spectateurs : 1 711 Arbitrage : Franziska Wildfeuer | Spectateurs : 1 711 Arbitrage : Franziska Wildfeuer |
| 20h00 (19h00) | Rapport           |         |                                    | Spectateurs : 1 711 Arbitrage : Franziska Wildfeuer | Spectateurs : 1 711 Arbitrage : Franziska Wildfeuer |

| 5e journée            | Bosnie-Herzégovine             | 0 - 0   | Portugal     | Stade Bilino-Polje, Zenica                  |                                             |
| 12 juillet 2024 19h00 |                                |         |              | Spectateurs : 301 Arbitrage : Jana Adámková | Spectateurs : 301 Arbitrage : Jana Adámková |
| 12 juillet 2024 19h00 | Spasojevic 56e · Krajnić 90+1e | Rapport | 76e J. Silva | Spectateurs : 301 Arbitrage : Jana Adámková | Spectateurs : 301 Arbitrage : Jana Adámková |

| 12 juillet 2024 | Malte                                             | 0 - 2   | Irlande du Nord                           | Stade du Centenaire, Ta'Qali                |                                             |
| 19h30           |                                                   | (0 - 1) | 10e (csc) Lipman · 80e Beattie (McKenna ) | Spectateurs : 652 Arbitrage : Cansu Tiryaki | Spectateurs : 652 Arbitrage : Cansu Tiryaki |
| 19h30           | C. Zammit 38e · E. Xuereb 90e · L. Farrugia 90+3e | Rapport | 90+1e Burns                               | Spectateurs : 652 Arbitrage : Cansu Tiryaki | Spectateurs : 652 Arbitrage : Cansu Tiryaki |

| 6e journée                    | Portugal                                                                | 3 - 1   | Malte                            | Estádio Dr. Magalhães Pessoa, Leiria |                              |
| 16 juillet 2024 19h00 (18h00) | ( Amado) Capeta 7e · ( Capeta) Ribiero 28e · ( Encarnação) J. Silva 86e | (2 - 1) | 16e M. Farrugia (Cuschieri )     | Arbitrage : Jelena Međedović         | Arbitrage : Jelena Međedović |
| 16 juillet 2024 19h00 (18h00) | Ribiero 30e                                                             | Rapport | 5e S. Farrugia · 90+3e S. Zammit | Arbitrage : Jelena Međedović         | Arbitrage : Jelena Međedović |

| 16 juillet 2024 | Irlande du Nord                | 2 - 0   | Bosnie-Herzégovine       | Windsor Park, Belfast        |                              |
| 19h00 (18h00)   | ( Howe) Andrews 47e · Wade 67e | (0 - 0) |                          | Arbitrage : Monika Mularczyk | Arbitrage : Monika Mularczyk |
| 19h00 (18h00)   |                                | Rapport | 80e Šabanagić · 89e Čule | Arbitrage : Monika Mularczyk | Arbitrage : Monika Mularczyk |

### Groupe 4
| Rang | Équipe           | Pts | J | G | N | P | Bp | Bc | Diff |  | Résultats (▼ dom., ► ext.) |     |     |     |     |
| ---- | ---------------- | --- | - | - | - | - | -- | -- | ---- |  | -------------------------- | --- | --- | --- | --- |
| 1    | Pays de Galles R | 14  | 6 | 4 | 2 | 0 | 18 | 3  | +15  |  | Pays de Galles R           |     | 1-1 | 4-0 | 2-0 |
| 2    | Ukraine          | 11  | 6 | 3 | 2 | 1 | 11 | 4  | +7   |  | Ukraine                    | 2-2 |     | 2-0 | 2-0 |
| 3    | Croatie          | 9   | 6 | 3 | 0 | 3 | 4  | 9  | -5   |  | Croatie                    | 0-3 | 1-0 |     | 2-0 |
| 4    | Kosovo P         | 0   | 6 | 0 | 0 | 6 | 0  | 17 | -17  |  | Kosovo P                   | 0-6 | 0-4 | 0-1 |     |

| 1re journée                | Ukraine                         | 2 - 0   | Kosovo                                   | Complexe sportif Mardan, Antalya             |                                              |
| 5 avril 2024 17h00 (18h00) | Petryk 28e (pen.) · Khimich 34e | (2 - 0) |                                          | Spectateurs : 45 Arbitrage : Karoline Wacker | Spectateurs : 45 Arbitrage : Karoline Wacker |
| 5 avril 2024 17h00 (18h00) | Andrukhiv 20e                   | Rapport | 49e Kastrati · 90e Misini · 90+3e Avduli | Spectateurs : 45 Arbitrage : Karoline Wacker | Spectateurs : 45 Arbitrage : Karoline Wacker |

| 5 avril 2024  | Pays de Galles                                                                 | 4 - 0   | Croatie   | Racecourse Ground, Wrexham                       |                                                  |
| 20h15 (19h15) | ( Rowe) Fishlock 4e · Fishlock 50e · ( Fishlock) Evans 51e · ( Rowe) James 56e | (1 - 0) |           | Spectateurs : 4 117 Arbitrage : Zuzana Valentová | Spectateurs : 4 117 Arbitrage : Zuzana Valentová |
| 20h15 (19h15) |                                                                                | Rapport | 54e Glibo | Spectateurs : 4 117 Arbitrage : Zuzana Valentová | Spectateurs : 4 117 Arbitrage : Zuzana Valentová |

| 2e journée         | Kosovo  | 0 - 6   | Pays de Galles                                                                                               | Stade de Zahir Pajaziti, Podujevo           |                                             |
| 9 avril 2024 14h00 |         | (0 - 2) | 30e Rowe (Fishlock ) · 44e Barton (Fishlock ) · 60e Rowe · 62e Morgan · 85e Hughes · 90+3e Hughes (Holland ) | Spectateurs : 200 Arbitrage : Galiya Echeva | Spectateurs : 200 Arbitrage : Galiya Echeva |
| 9 avril 2024 14h00 | Rapport |         | | Spectateurs : 200 Arbitrage : Galiya Echeva | Spectateurs : 200 Arbitrage : Galiya Echeva |

| 9 avril 2024 | Croatie                                                     | 1 - 0   | Ukraine                         | Stade ŠRC Zaprešić, Zaprešić                  |                                               |
| 16h00        | Lojna 18e                                                   | (1 - 0) |                                 | Spectateurs : 517 Arbitrage : Zulema González | Spectateurs : 517 Arbitrage : Zulema González |
| 16h00        | Jelenčić 35e · Kunštek 49e · Krznarić 84e · Slipčević 90+1e | Rapport | 51e Apanaschenko · 88e Molodiuk | Spectateurs : 517 Arbitrage : Zulema González | Spectateurs : 517 Arbitrage : Zulema González |

| 3e journée        | Kosovo                                                   | 0 - 1   | Croatie                      | Stade de Zahir Pajaziti, Podujevo |                                |
| 31 mai 2024 17h00 |                                                          | (0 - 0) | 58e Rudelić (Markovic )      | Arbitrage : Kristina Georgieva    | Arbitrage : Kristina Georgieva |
| 31 mai 2024 17h00 | Smaili 24e, 42e · Misini 44e · A. Gashi 55e · Biqkaj 77e | Rapport | 51e Slipčević · 90+5e Lubina | Arbitrage : Kristina Georgieva    | Arbitrage : Kristina Georgieva |

| 31 mai 2024   | Pays de Galles | 1 - 1   | Ukraine      | Parc y Scarlets, Llanelli  |                            |
| 20h15 (19h15) | Barton 64e     | (0 - 1) | 3e Andrukhiv | Arbitrage : Shona Shukrula | Arbitrage : Shona Shukrula |
| 20h15 (19h15) | Rapport        |         |              | Arbitrage : Shona Shukrula | Arbitrage : Shona Shukrula |

| 4e journée        | Ukraine                                      | 2 - 2   | Pays de Galles                   | Stadion Respect Energy, Grodzisk Wielkopolski |                               |
| 4 juin 2024 20h00 | Kalinina 34e · ( Apanaschenko) Kozlova 90+8e | (1 - 0) | 74e (pen.) Barton · 77e Fishlock | Arbitrage : Caroline Lanssens                 | Arbitrage : Caroline Lanssens |
| 4 juin 2024 20h00 |                                              | Rapport | 90+6e Holland                    | Arbitrage : Caroline Lanssens                 | Arbitrage : Caroline Lanssens |

| 4 juin 2024 | Croatie                                | 2 - 0   | Kosovo | Stade Branko Čavlović-Čavlek, Karlovac |                               |
| 20h00       | ( Markovic) Rudelić 15e · Markovic 74e | (1 - 0) |        | Arbitrage : Michaela Pachtova          | Arbitrage : Michaela Pachtova |
| 20h00       | Lubina 89e · Vračević 90e              | Rapport |        | Arbitrage : Michaela Pachtova          | Arbitrage : Michaela Pachtova |

| 5e journée            | Kosovo | 0 - 4   | Ukraine                                                    | Stade de Fadil Vokrri, Pristina                |                                                |
| 12 juillet 2024 18h00 |        | (0 - 4) | 3e Apanaschenko · 8e Khimich · 21e Basanska · 27e Kravchuk | Spectateurs : 347 Arbitrage : Zuzana Valentová | Spectateurs : 347 Arbitrage : Zuzana Valentová |
| 12 juillet 2024 18h00 |        | Rapport | 61e Petryk                                                 | Spectateurs : 347 Arbitrage : Zuzana Valentová | Spectateurs : 347 Arbitrage : Zuzana Valentová |

| 12 juillet 2024 | Croatie   | 0 - 3   | Pays de Galles                               | Stade Branko Čavlović-Čavlek, Karlovac            |                                                   |
| 20h15           |           | (0 - 1) | 14e Fishlock · 66e Ingle · 89e (pen.) Barton | Spectateurs : 457 Arbitrage : Marta Huerta de Aza | Spectateurs : 457 Arbitrage : Marta Huerta de Aza |
| 20h15           | Lojna 39e | Rapport | 80e Evans                                    | Spectateurs : 457 Arbitrage : Marta Huerta de Aza | Spectateurs : 457 Arbitrage : Marta Huerta de Aza |

| 6e journée                    | Pays de Galles                                 | 2 - 0   | Kosovo | Parc y Scarlets, Llanelli |                          |
| 16 juillet 2024 19h00 (18h00) | ( Evans) Fishlock 8e · ( Fishlock) McAteer 27e | (2 - 0) |        | Arbitrage : Deborah Anex  | Arbitrage : Deborah Anex |
| 16 juillet 2024 19h00 (18h00) | Rapport                                        |         |        | Arbitrage : Deborah Anex  | Arbitrage : Deborah Anex |

| 16 juillet 2024 | Ukraine                                            | 2 - 0   | Croatie                   | Centre d'entraînement Petar Miloševski, Skopje |                             |
| 19h00           | ( Andrukhiv) Korsun 31e · ( Kalinina) Kravchuk 35e | (2 - 0) |                           | Arbitrage : Louise Thompson                    | Arbitrage : Louise Thompson |
| 19h00           | Kravchuk 33e · Hlushchenko 87e                     | Rapport | 43e Krznarić · 54e Dulčić | Arbitrage : Louise Thompson                    | Arbitrage : Louise Thompson |

### Accession aux barrages
Les équipes en quatrième position dans chaque groupe de la Ligue B sont classées de la position 1 à la position 4 sur la base du classement général des Éliminatoires pour l'Euro 2025 (si la Suisse termine dans les 3 premiers de groupe dans cette ligue).
L’équipe classée en position 1 (29e) sera qualifiée pour les barrages.
| Rang | Équipe                   | Pts | J | G | N | P | Bp | Bc | Diff |
| ---- | ------------------------ | --- | - | - | - | - | -- | -- | ---- |
| 29   | Azerbaïdjan P (Groupe 1) | 4   | 6 | 1 | 1 | 4 | 2  | 14 | -12  |
| 30   | Malte P (Groupe 3)       | 1   | 6 | 0 | 1 | 5 | 2  | 10 | -8   |
| 31   | Israël P (Groupe 2)      | 1   | 6 | 0 | 1 | 5 | 5  | 18 | -13  |
| 32   | Kosovo P (Groupe 4)      | 0   | 6 | 0 | 0 | 6 | 0  | 17 | -17  |

## Classement général
Légende des classements
- Promues en Ligue A
- Reléguées en Ligue C

| Ligue B | Ligue B            | Ligue B                         | Ligue B | Ligue B | Ligue B | Ligue B | Ligue B | Ligue B | Ligue B | Ligue B | Ligue B |
| Rang    | Nation             | Parcours                        | Gr.     | MJ      | G       | N       | P       | Pts     | Bp      | Bc      | Diff    |
| ------- | ------------------ | ------------------------------- | ------- | ------- | ------- | ------- | ------- | ------- | ------- | ------- | ------- |
| 17e     | Portugal R         | Meilleur premier de groupe      | 3       | 6       | 5       | 1       | 0       | 16      | 14      | 2       | +12     |
| 18e     | Écosse R           | 2e meilleur premier de groupe   | 2       | 6       | 5       | 1       | 0       | 16      | 13      | 1       | +12     |
| 19e     | Suisse R           | 3e meilleur premier de groupe   | 1       | 6       | 5       | 0       | 1       | 15      | 14      | 3       | +11     |
| 20e     | Pays de Galles R   | 4e meilleur premier de groupe   | 4       | 6       | 4       | 2       | 0       | 14      | 18      | 3       | +15     |
|         |                    |                                 |         |         |         |         |         |         |         |         |         |
| 21e     | Serbie             | Meilleur deuxième de groupe     | 2       | 6       | 4       | 1       | 1       | 13      | 11      | 4       | +7      |
| 22e     | Ukraine            | 2e meilleur deuxième de groupe  | 4       | 6       | 3       | 2       | 1       | 11      | 11      | 4       | +7      |
| 23e     | Irlande du Nord    | 3e meilleur deuxième de groupe  | 3       | 6       | 3       | 1       | 2       | 10      | 8       | 7       | +1      |
| 24e     | Turquie P          | 4e meilleur deuxième de groupe  | 1       | 6       | 3       | 0       | 3       | 9       | 8       | 8       | 0       |
|         |                    |                                 |         |         |         |         |         |         |         |         |         |
| 25e     | Croatie            | Meilleur troisième de groupe    | 4       | 6       | 3       | 0       | 3       | 9       | 4       | 9       | -5      |
| 26e     | Hongrie            | 2e meilleur troisième de groupe | 1       | 6       | 2       | 1       | 3       | 7       | 10      | 9       | +1      |
| 27e     | Bosnie-Herzégovine | 3e meilleur troisième de groupe | 3       | 6       | 2       | 1       | 3       | 7       | 4       | 9       | -5      |
| 28e     | Slovaquie          | 4e meilleur troisième de groupe | 2       | 6       | 1       | 1       | 4       | 4       | 5       | 11      | -6      |
|         |                    |                                 |         |         |         |         |         |         |         |         |         |
| 29e     | Azerbaïdjan P      | Meilleur quatrième de groupe    | 1       | 6       | 1       | 1       | 4       | 4       | 2       | 14      | -12     |
| 30e     | Malte P            | 2e meilleur quatrième de groupe | 3       | 6       | 0       | 1       | 5       | 1       | 2       | 10      | -8      |
| 31e     | Israël P           | 3e meilleur quatrième de groupe | 2       | 6       | 0       | 1       | 5       | 1       | 5       | 18      | -13     |
| 32e     | Kosovo P           | 4e meilleur quatrième de groupe | 4       | 6       | 0       | 0       | 6       | 0       | 0       | 17      | -17     |